# ميغيل أنخيل كازانوفا
ميغيل أنخيل كازانوفا (بالإسبانية: Miguel Ángel Casanova)‏ هو لاعب كرة قدم مكسيكي في مركز الهجوم، ولد في 24 أكتوبر 1980 في توكستلا غوتيريز في المكسيك. لعب مع نادي تشياباس.

## وصلات خارجية
- ميغيل أنخيل كازانوفا على موقع Soccerway.com (الإنجليزية)